# MHK Dubnica nad Váhom
MHK Dubnica nad Váhom – słowacki klub hokejowy z siedzibą w Dubnicy.

## Historia
Dotychczasowe nazwy
- ŠK Dubnica nad Váhom (1942-)
- Sokol Škoda Dubnica nad Váhom (1949-)
- DŠO Spartak Dubnica nad Váhom (1952-)
- Spartak SMZ Dubnica nad Váhom (1961-)
- Spartak ZŤS Dubnica nad Váhom (1978-)
- CAPEH Dubnica nad Váhom (1992-)
- HK Spartak Dubnica nad Váhom (1993-)
- HK Dubnica nad Váhom (2000-)
- MHK Dubnica nad Váhom (2007-)

W sezonie 1997/1998 trenerem drużyny był Jozef Čontofalský. W październiku 2016 trenerem MHK został Ján Pardavý. W sezonie 2016/2017 drużyna z Dubnicy zwyciężyła rozgrywki 2. ligi. W czerwcu 2017 klub został przyjęty do 1. ligi 2017/2018.

## Sukcesy
Czechosłowacja
- Złoty medal 2. słowackiej narodowej ligi: 1964, 1965, 1966, 1967, 1970
- Brązowy medal 1. słowackiej narodowej ligi: 1973, 1974, 1976, 1977, 1984, 1988, 1989, 1990
- Srebrny medal 1. słowackiej narodowej ligi: 1978, 1985
- Złoty medal 1. słowackiej narodowej ligi: 1979, 1980

Słowacja
- Złoty medal 1. ligi słowackiej: 1994, 1999, 2004
- Brązowy medal 1. ligi słowackiej: 1998
- Srebrny medal 1. ligi słowackiej: 2003
- Brązowy medal 2. ligi słowackiej: 2009, 2011, 2015
- Srebrny medal 2. ligi słowackiej: 2010
- Złoty medal 2. ligi słowackiej: 2014, 2017

## Zawodnicy
Wychowankami klubu byli m.in. Pavol Demitra, (jeden z najwybitniejszych słowackich hokeistów), a także bracia Rastislav i Richard Pavlikovský, Milan Furo, Peter Fabuš, Róbert Krajči, Marek Hovorka, Ivan Baranka, Tomáš Kopecký, Mário Bližňák, Tomáš Tatar.